# Hippocampus (mytologie)

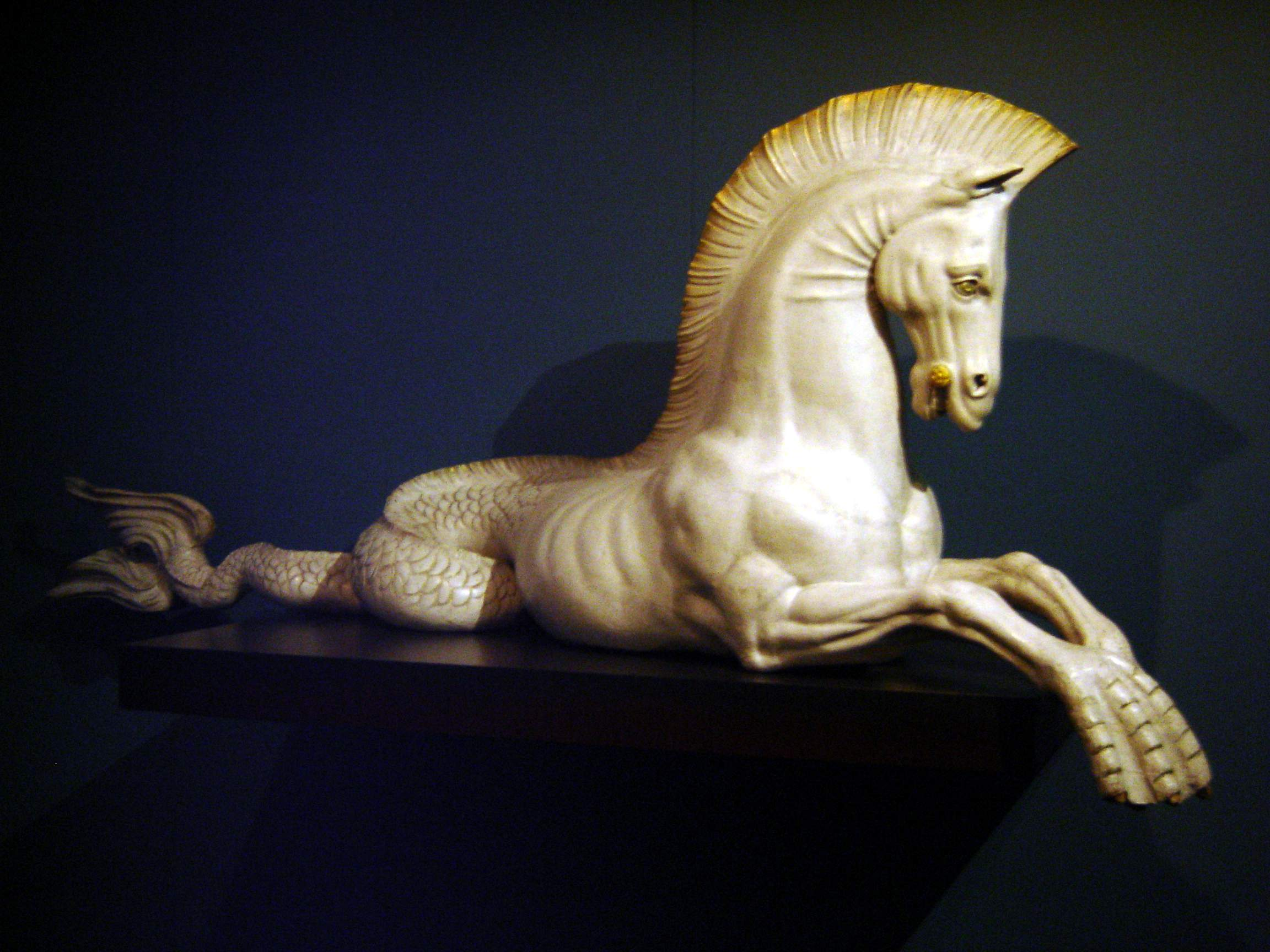
Mořský kůň, francouzská soška z 18.–19. století, Národní námořní muzeum v Sydney

Hippocampus (řecky: ἱππόκαμπος, ippos = kůň, kampos=monstrum; latinsky také equus marinus – mořský kůň), je řecké označení pro mytologické monstrum, bájné zvíře v podobě mořského koně, který má přední polovinu těla koně a zadní polovinu těla ryby.

## Historie
Hippocampus se objevoval v antickém výtvarném umění fénickém, řeckém, etruském i římském. Jejich vzory se promítly do umění evropské renesance od 15. století a novorenesance v 19. století. Tento mořský kůň je symbolem divokých mořských živlů, může útočit na lodi; nejčastěji doprovází a slouží řeckému bohu moří Poseidónovi nebo jeho synovi Arionovi či římskému Neptunovi nebo jejich doprovodu, tritonům a najádám. Své hippocampy měl také středověký bestiář.

## Typy vyobrazení
Nejčastěji se hippocampus zobrazuje ve skoku v rozbouřené vodě moře, se vzepjatou horní polovinou těla. Neptun na něm jede, nebo ho pomocí otěží a trojzubce krotí. Často se socha hippocampa užívá jako dekorace uměleckořemeslných prací souvisejících s vodou (džbány na vodu, poháry, na zábradlí či pilíře mostů, ozdoby benátských gondol), v budovách lázní nebo jako chrlič na kašnách. Postava hippocampa se zobrazuje samotná nebo v trojspřeží, například na Fontáně di Trevi v Římě krotí hippocampy tritoni, nebo v zahradách Boboli paláce Pitti ve Florencii. Hippocampus může být okřídlený, podobně jako pegas, mít hlavu šelmy nebo místo koňských noh přední nohy se lvími tlapami.
Hippocampus byl ve středověku pokládán za nejstatečnější ze všech mořských oblud, ale lidé se ho báli. Od středověku se hippocampus vyskytuje také v heraldice: jako stojící heraldická figura může být vybaven i ostnatou hřbetní ploutví, nohama obojživelníků s plovacími blánami, jako štítonoš bývá umístěn symetricky v páru. poměrně častý je v britské a irské heraldice, například ve znaku měst Newcastle upon Tyne, Rochester upon Melway, Belfast, přístavů v Londýně, také lázeňských měst jako například francouzského Donville-les-Bains. Jako spolkový znak jej využívá například Heraldická společnost Makedonie.

## Galerie

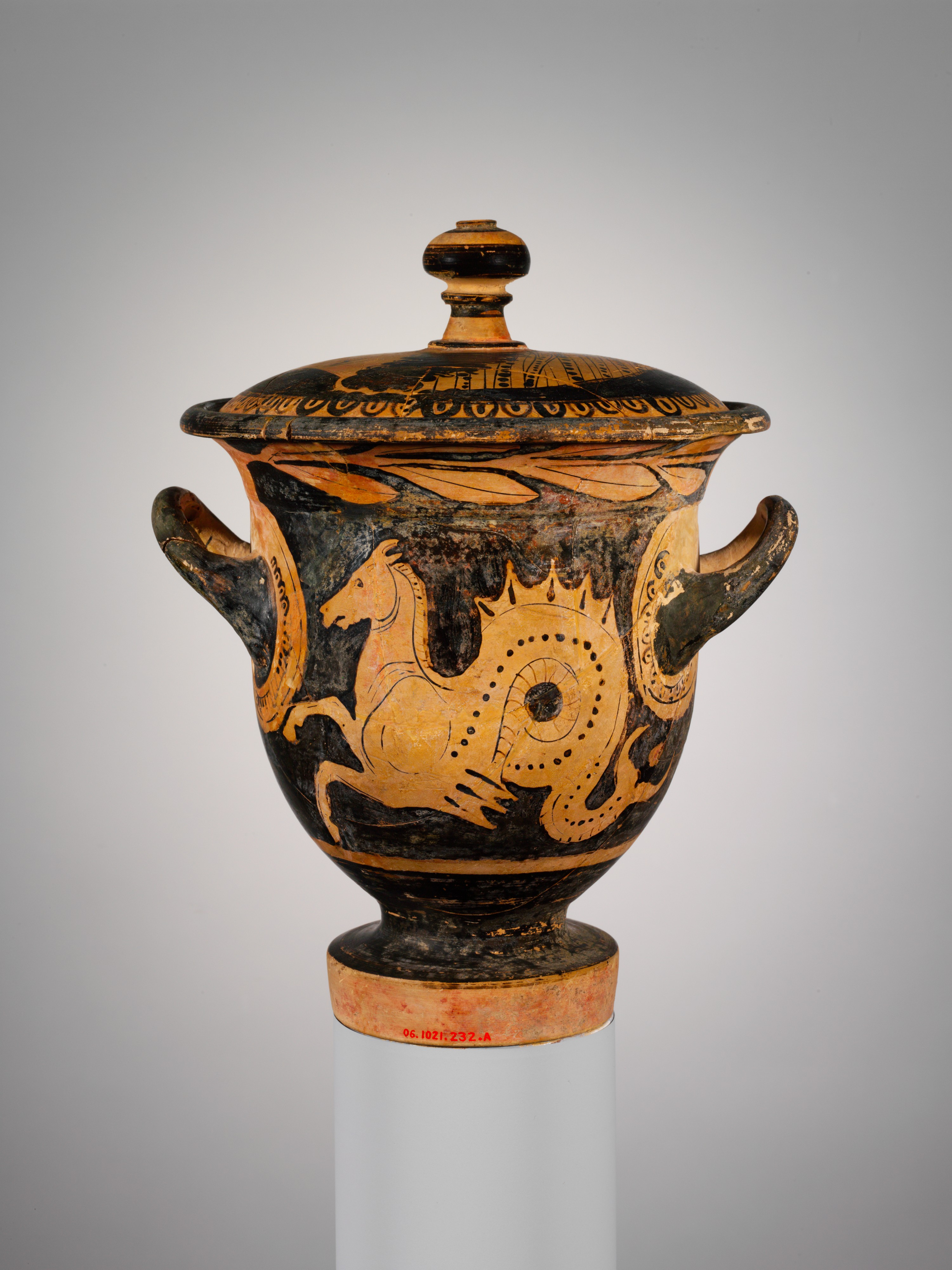
bojótský kráter z konce 5. stol. př. n. l.
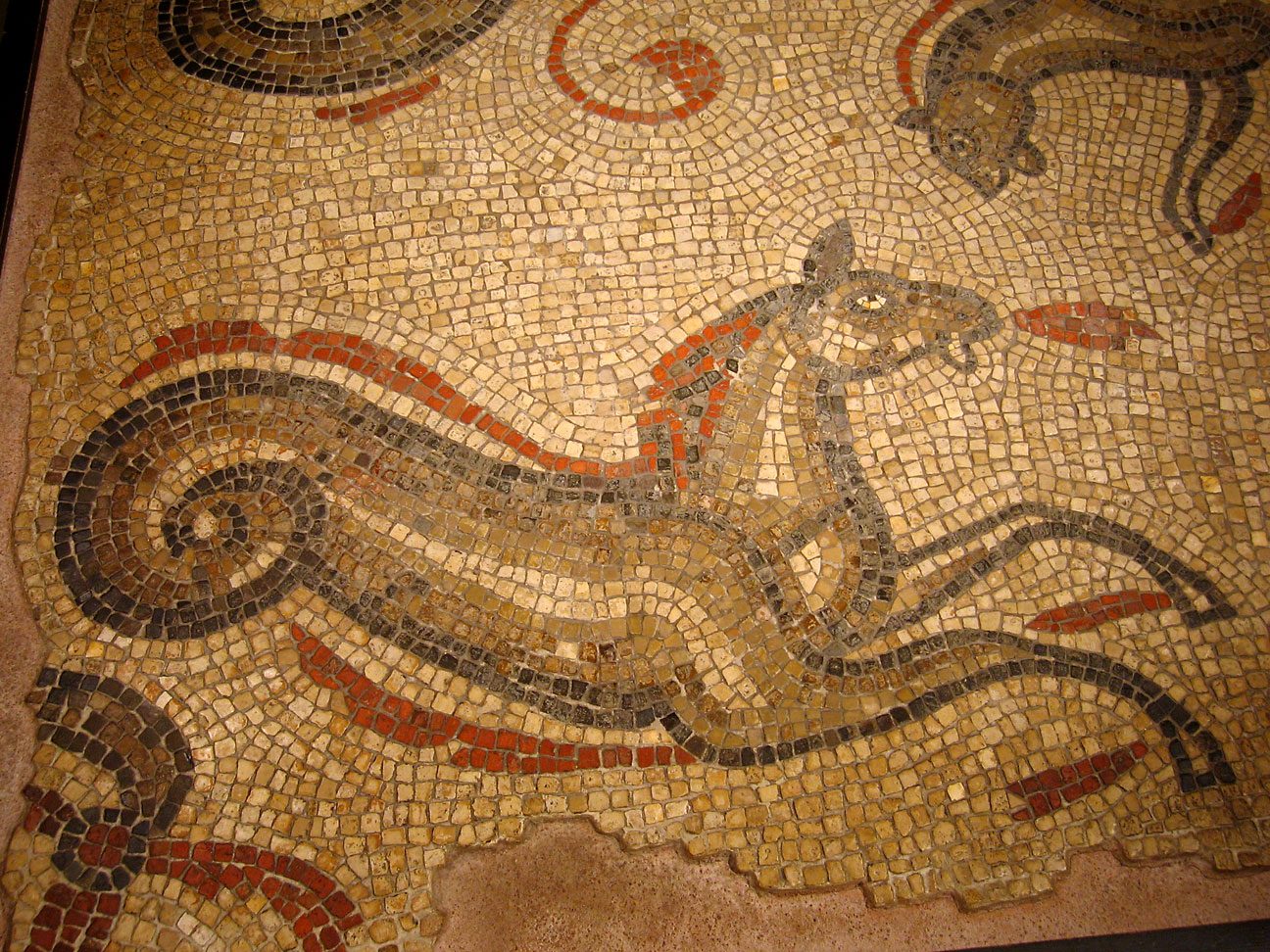
Antická mozaika, Bath
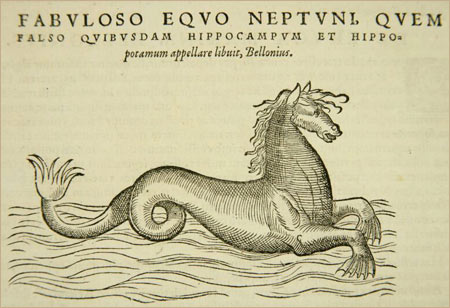
Renesanční hippocampus (1563)
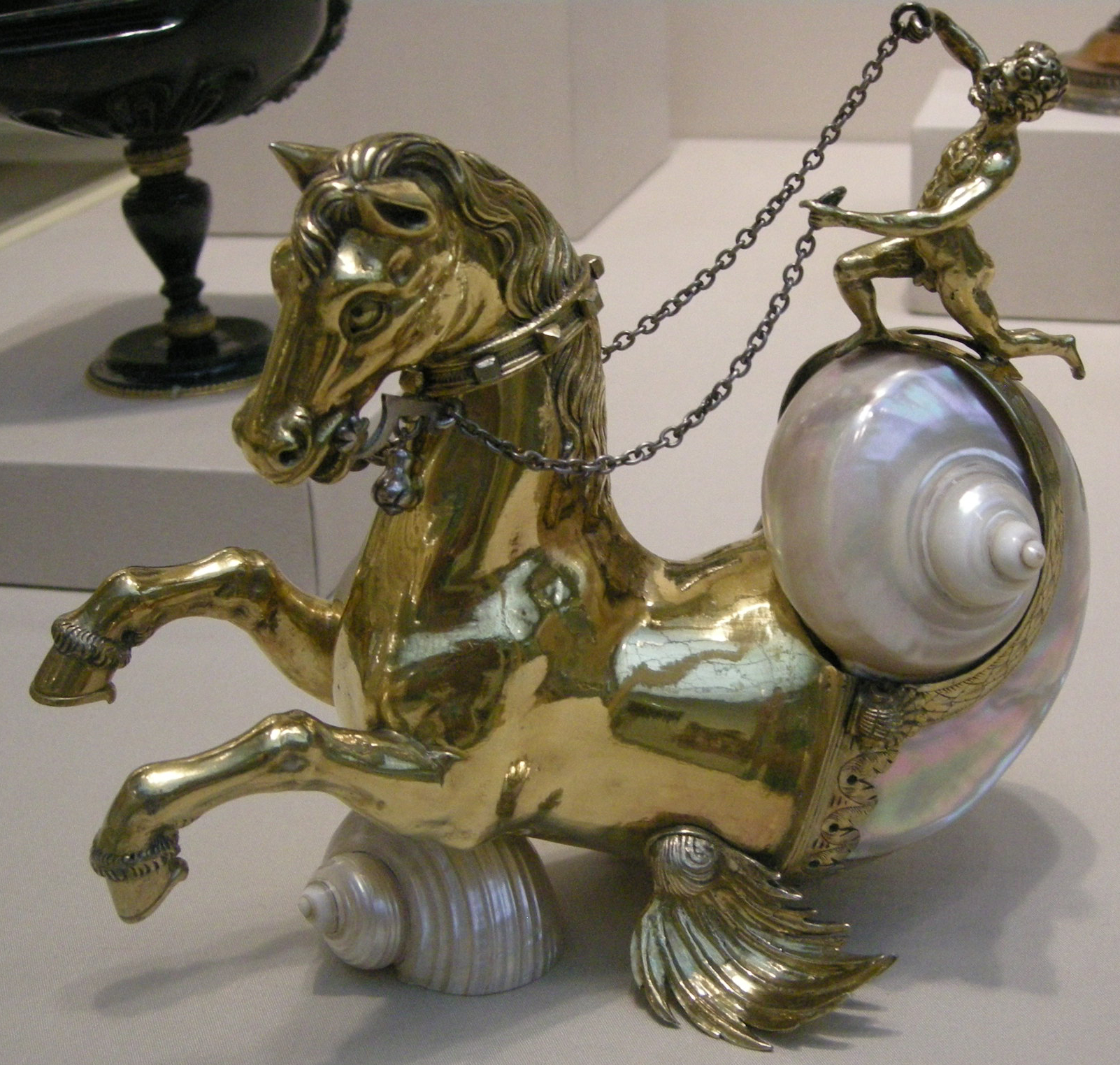
Renesanční pohár
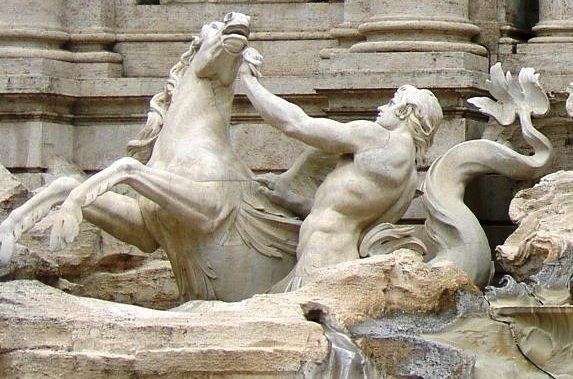
Fontána di Trevi
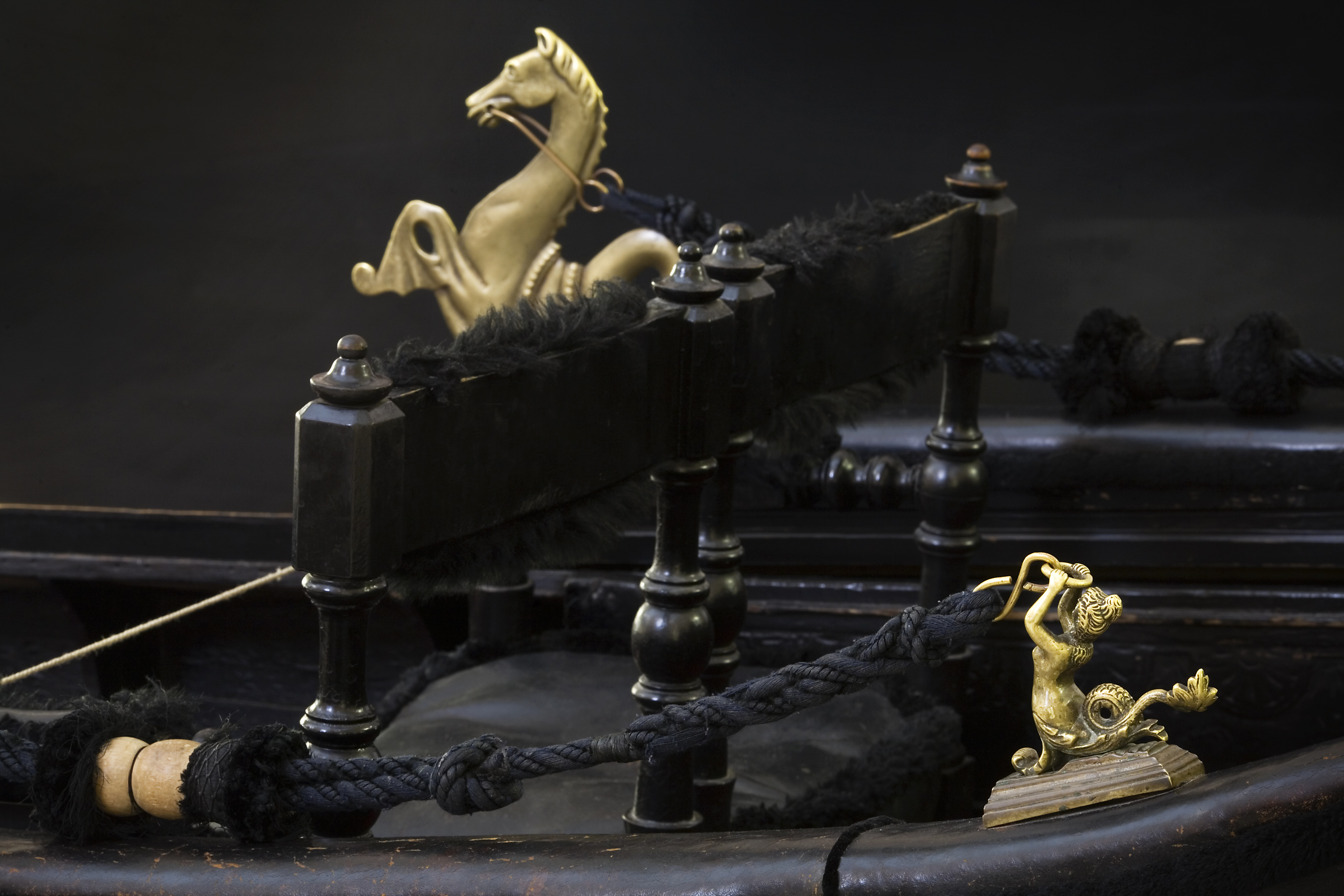
Benátská gondola
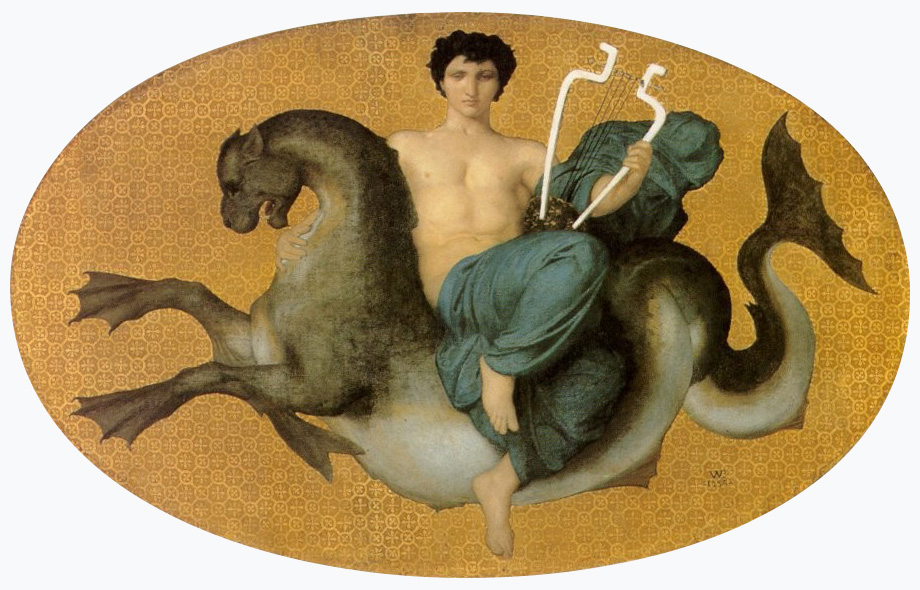
William Bouguereau: Arion na hippocampu
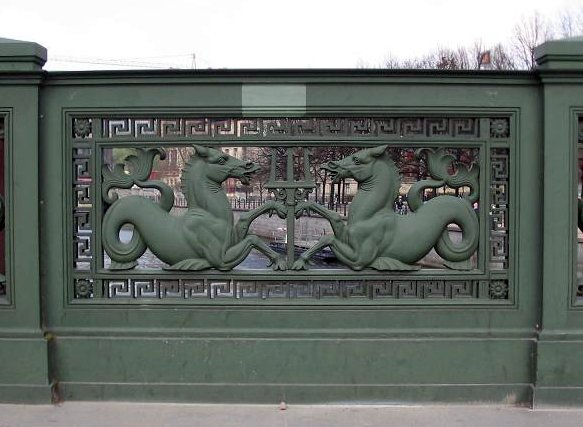
Mříž zámeckého mostu Berlín
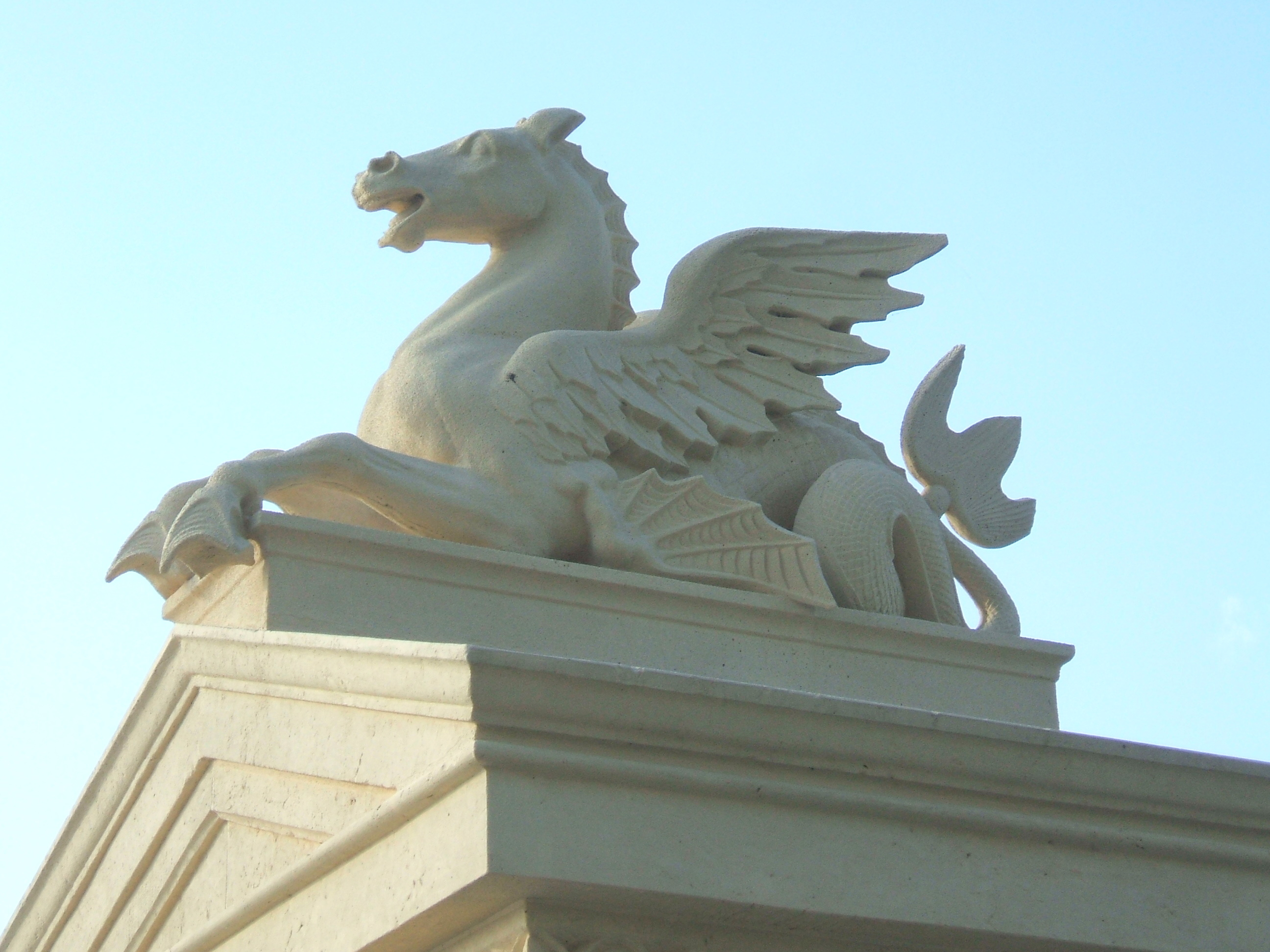
Socha na mostě, Schwerin
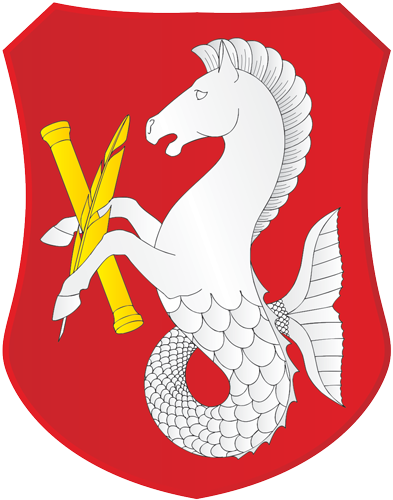
Malý erb Makedonské heraldické společnosti
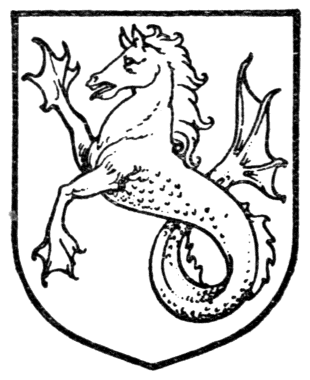
Erbovní figura